# Hiroshi Sugimoto
Hiroshi Sugimoto, 杉 本 博 司 (Japó, 1948), és un fotògraf japonès radicat a Nova York. Sugimoto va començar el seu treball amb Diorames el 1976, va continuar amb Portraits el 1999.
La seva fotografia Boden Sea va ser escollida per U2 com a portada del seu disc No Line on the Horizon. La seva obra apareix amb freqüència en sèries i el seu estil es pot considerar minimalista i conceptual. L'any 2001 va rebre el Premi Hasselblad, i el 2006 el PHotoEspaña.

## Exposicions
Ha realitzat nombroses exposicions en els principals museus i galeries de tot el món, incloent el LACMA a Los Angeles (1994), el MoMA, Nova York (1995), Guggenheim Berlín (2000), la Kunsthaus Bregenz, Àustria (2002), la Serpentine Gallery, Londres (2003) i la Fondation Cartier pour l'Art Contemporain, París (2004). Un important estudi de 30 anys de la seva obra es va inaugurar al Museu d'Art Mori, Tòquio el 2005 i va viatjar posteriorment als Museu Hirshhorn i al Jardí d'Escultures de Washington DC i al Museu d'Art Modern de Fort Worth, Texas (2006). El 2007, una retrospectiva europea va començar a La K20 Kunstsammlung Nordrhein-Westfalen, de Düsseldorf (2007) i va viatjar al Museum der Moderne, Salzburg, la Neue Nationalgalerie, Berlín i el Kunstmuseum Luzern, Suïssa. (2008). El 2011, La Gagosian Gallery de París va mostrar la sèrie de Sugimoto Escultura estilitzada al costat de les escultures Les Tres Ombres de Rodin (c. 1880), el Monument a Victor Hugo (1897) i The Whistler Muse (1908). Sala d'Exposicions de la Fundación Mapfre a Barcelona (19 de febrer a 8 de maig de 2016).

## Presència a museus
Es pot trobar obra seva al MACBA, al Metropolitan Museum of Art, al Moderna Museet, al Centre Georges Pompidou, el Museu d'Art Contemporani de Tòquio, al MoMA, a la National Gallery de Londres, a la Smithsonian Institution i a la Tate Gallery.

## Llibres publicats
- Seascapes. Los Angeles: Museum of Contemporary Art, 1994. ISBN 0-914357-32-8.
- Time Exposed. London: Thames & Hudson, 1995. ISBN 0-500-97427-6.
- In Praise of Shadows. Germany: Steidl, 2000. ISBN 4-7713-3414-5.
- Theatres. Koln: Walther Konig, 2006. ISBN 0-615-11596-9.

## Premis i reconeixements
- 2001 – Premi Hasselblad (Hasselblad Honour).
- 2009 – Assoiciació d'Art Japonés: Praemium Imperiale[1]
- 2010 – Medalla d'honor amb cinta porpra del japó